# Tlacotepec de Benito Juárez
Tlacotepec de Benito Juárez (del nahuatl: tlahco, tepetl, c ‘mitad, cerro, en’‘En la mitad del cerro’) es una población del estado mexicano de Puebla. Fue fundado en 1895 y es cabecera del municipio de Tlacotepec de Benito Juárez.

## Historia
La región es habitada desde el 1300 a. C. y desde el siglo XV d. C. fue tributaria de Tenochtitlán. En 1895 se establece como villa.
Se tiene noticia de que el clero secular se establece en Santa Cruz Tlacotepec en 1567 y para 1638 se conforma la República de Indios con los mismos límites.
El 16 de enero de 2018 la Suprema Corte de Justicia de la Nación ordenó la destitución y consignación penal del ayuntamiento de Tlacotepec de Benito Juárez, compuesto por el presidente municipal Pablo Pérez Maceda y otros nueve miembros del cabildo. La resolución se debió al desacato de una orden de la Corte de indemnizar a una persona por la expropiación de un predio cuya restitución había sido ordenada por la autoridad judicial.

## Santuario de Tlacotepec
El municipio es sede del Santuario del señor del calvario de Tlacotepec, el cual es visitado por miles de personas que llegan caminando desde diversos puntos de la entidad poblana y del vecino estado de Veracruz el primer domingo del mes de julio de cada año y también en la octava en honor al señor se realiza una feria anual en inicia el primer domingo de julio concluyendo el segundo domingo de julio.

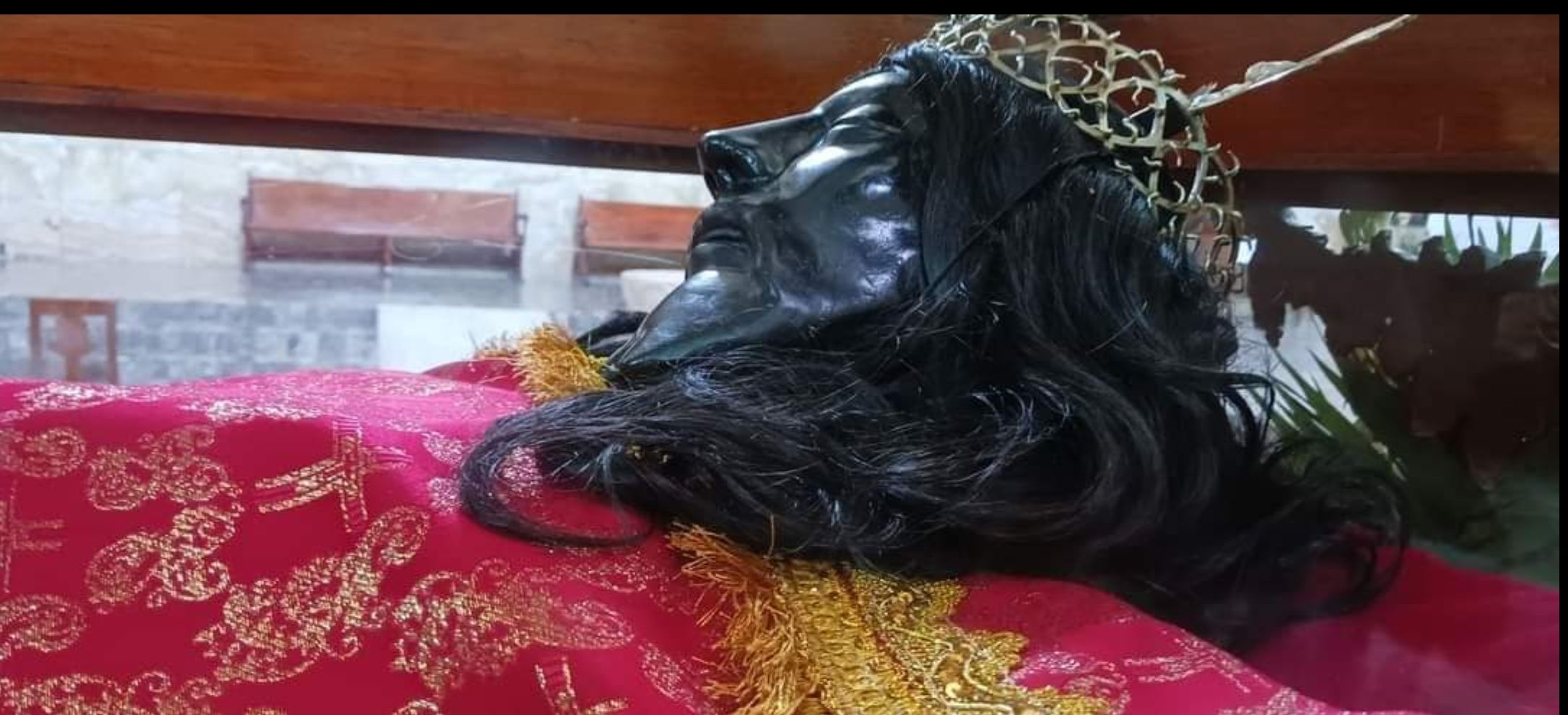
Imagen original del señor de Tlacotepec Pue.

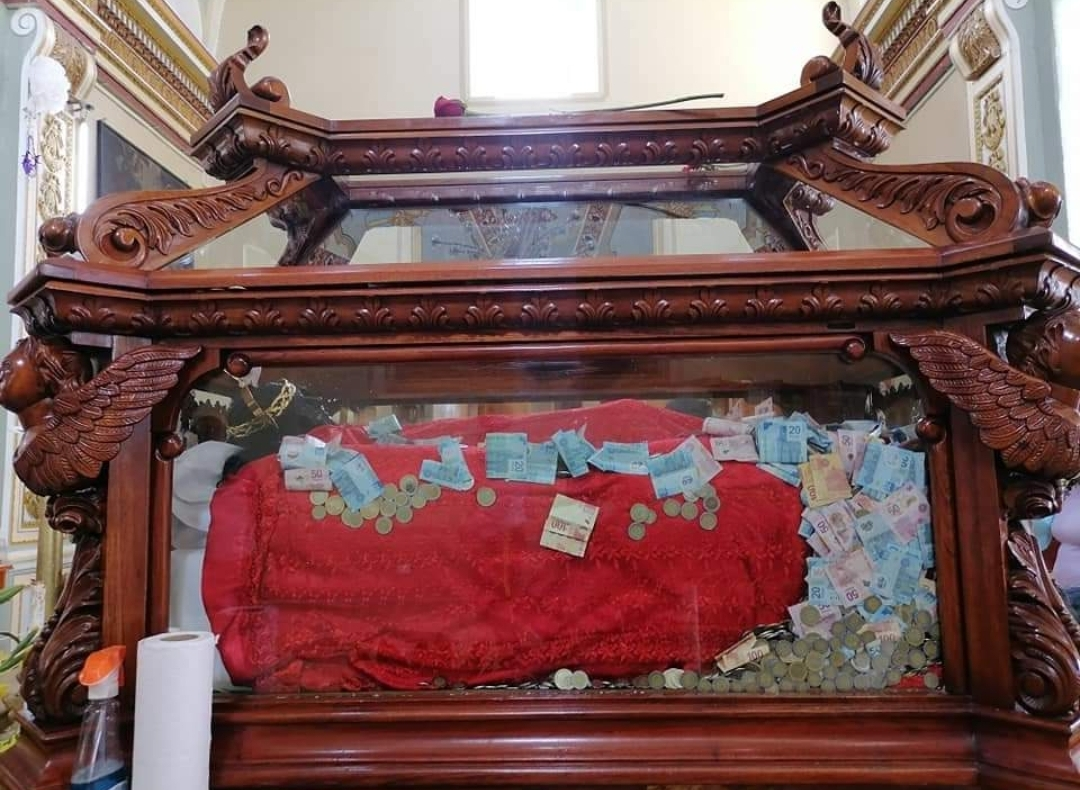
Venerada Replica del señor de Tlacotepec Pue.